# Dipartimento di Faro-et-Déo
Il dipartimento di Faro-Deo è un dipartimento del Camerun nella regione di Adamaoua.

## Centri abitati
Il dipartimento è suddiviso in 4 comuni:
- Galim-Tignère
- Mayo-Baléo
- Tignère
- Kontcha